# 亨施特山道旁罗瑟瑙
亨施特山道旁罗瑟瑙是奥地利上奥地利州克雷姆斯河畔基希多夫县的一个市镇。总面积108.3平方公里，总人口737人，人口密度6.8人/平方公里（2005年）。